# 알렉산드로스 할코콘딜리스

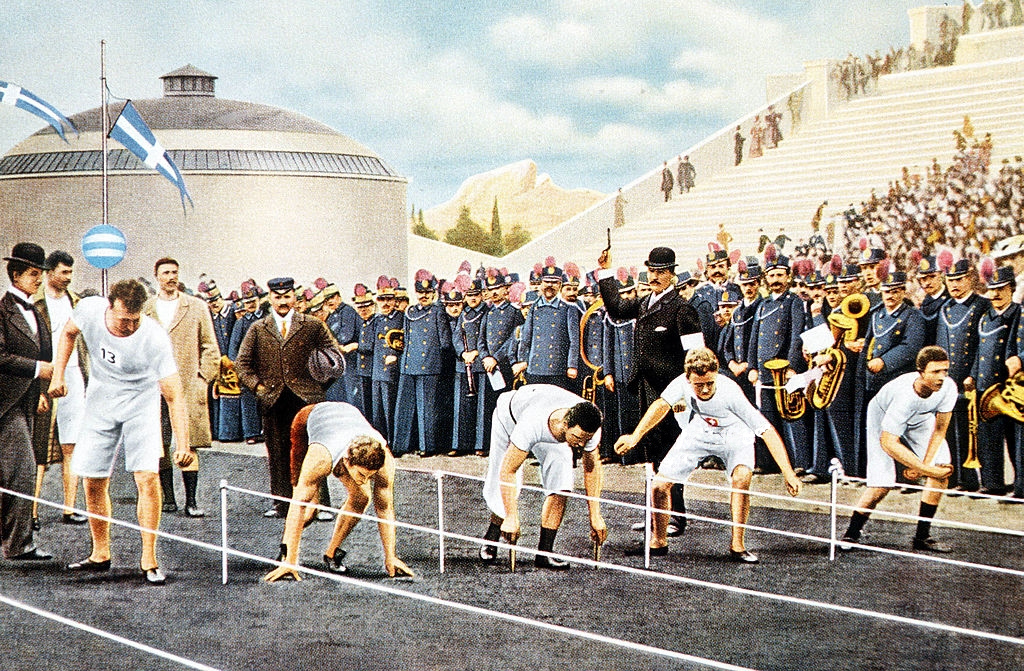

알렉산드로스 할코콘딜리스(그리스어: Αλέξανδρος Χαλκοκονδύλης, 1880 ~ ?)는 그리스의 육상 선수이다.
그는 아테네에서 태어났다.
아테네에서 열린 1896년 하계 올림픽에 참가 했으며 멀리뛰기에서는 출전한 9명 중 4위를 했다. 5.74m가 최고기록이었다.
100m 경기에서는 예선에서 12.75초를 기록해서 2위로 결선에 진출했다. 결선에서는 12.6초를 기록해서 공동 동메달을 딴 프랜시스 레인과 소코리 알라요스에게 근소하게 밀려서 5위를 차지했다.